# Karl-Axel Blomqvist
Karl-Axel "Acke" Blomqvist, född 22 november 1938, är en svensk före detta fotbollsspelare i Östers IF och morfar till Matteo Blomqvist-Zampi. Han var lagkapten och tog bland annat föreningens första allsvenska guld 1968.
Han debuterade 1955 som 17-åring för Östers IF i en division 3-match mot Boråslaget Mariedals IK. Blomqvist spelade 20 säsonger för klubben. Han var lagkapten i Öster under deras första säsong i Allsvenskan. Klubben vann Allsvenskan den säsongen, vilket var första gången en klubb vann Allsvenskan under sin debutsäsong.